# St. Elisabeth-Stiftung der Erzdiözese Wien
Die St. Elisabeth-Stiftung der Erzdiözese Wien ist eine kirchliche Stiftung mit Körperschaft öffentlichen Rechts mit Sitz in Wien, die im Jahr 2010 gegründet wurde. Sie entstand aus den kirchlichen Einrichtungen „RAT und HILFE“ und „Diözesaner Hilfsfonds für Schwangere in Notsituationen“.

## Stiftung
Die St. Elisabeth-Stiftung der Erzdiözese Wien unterstützt schwangere Frauen, wohnungslose alleinerziehende Mütter mit ihren Kindern und Familien in schwierigen Lebenssituationen. Das Angebot der Stiftung wird von mehreren Bereichen abgedeckt:

### Bereich Beratung
In der Familien-, Rechts-, und Schwangerenberatungsstelle werden Frauen beraten, die sich vor oder nach der Geburt in einer Krisensituation befinden. Sie erhalten unter anderem
- Information über sozialrechtliche Ansprüche
- Aufklärung über optimale medizinische Versorgung und Säuglingspflege
- Information über leistbaren Wohnraum
- Unterstützung bei familiären Schwierigkeiten oder Sorgerechtsstreitigkeiten

Außerdem wird Psychotherapie angeboten.

### Bereich Wohnen
Die bedürftigen Frauen werden auf dem Weg in die Eigenständigkeit mit eigenem Wohnraum unterstützt. Sei es in einem der vier Mutter-Kind-Häuser oder in einer Startwohnung. Zielgruppe der Einrichtungen sind Frauen und deren Kinder, die von Wohnungslosigkeit betroffen sind und eine professionelle Begleitung benötigen, um ihre selbständige Lebensführung wieder zu erlangen.

### Bereich Arbeit
Ziel ist, die Chancen für Frauen in ausweglosen Situationen am österreichischen Arbeitsmarkt zu verbessern. Im Rahmen der Arbeitsintegration wird die Berufs- und Bildungssituation verbessert. Etwa durch Deutschkurse, Informationen über den Arbeitsmarkt oder Weiterbildungsangebote. Sowohl in der Web- und Kreativwerkstatt als auch in Mamas Werkstatt werden arbeitsmarktrelevante Kompetenzen vermittelt und gestärkt. Eigenverantwortung, Einhaltung eines strukturierten Tagesablaufs und Arbeitserfahrungen machen gehört dazu.

### Sachspendenlager
Die Stiftung verfügt über ein eigenes Sachspendenlager. Jede Frau, die in der Stiftung in Betreuung ist, darf sich kostenlos passende Sachen für sich selbst und ihre Kinder aussuchen.

## Finanzierung
Finanziert werden die Hilfsangebote der Stiftung durch die Erzdiözese Wien, die Kollekte der Pfarren der Erzdiözese Wien in Form der jährlichen Muttertagssammlung, private Spender, Sponsoren, den Fonds Soziales Wien sowie das Bundessozialamt und das Bundeskanzleramt.

## Spendengütesiegel
Spenden an die St. Elisabeth-Stiftung sind steuerlich absetzbar. Seit Juni 2011 führt die Stiftung das Österreichische Spendengütesiegel.

## Geschichte der Stiftung
Am 11. April 1956 wurde der „Verein der Freunde des Werkes Rat und Hilfe der Katholischen Aktion“ durch die Katholische Aktion der Erzdiözese Wien gegründet. Die damaligen Hauptaufgaben waren Berufsberatung und Arbeitsvermittlung insbesondere für schwer vermittelbare behinderte oder ältere Menschen. Vereinssitz und Schulungszentrum befanden sich in der Breitenfeldergasse 8,1080 Wien. Vorsitzender war Dr. Richard Weinbrenner.
Nach einer vorübergehenden Einschränkung der Aktivitäten des Vereins in den 60er-Jahren durch die Verbesserung der Situation am Arbeitsmarkt wurde der Verein RAT und HILFE durch den Generalsekretär der Katholischen Aktion, Adalbert Stich, in den 70er-Jahren reaktiviert. Im April 1973 wurde der Diözesane Hilfsfonds für Schwangere in Notsituationen und damit verbunden die Einrichtung einer eigenen diözesanen Beratungsstelle für diese Zielgruppe gegründet.
Anfang 1975 kamen durch das Inkrafttreten der Fristenregelung neue Aufgaben auf den Verein RAT und HILFE zu: Umfassende Betreuung, Beratung, Unterstützung und sozialrechtliche Absicherung von Schwangeren in Notsituationen. Ein weiteres Anliegen des Vereins war die Schaffung von so genannten „Geschützten Arbeitsplätzen“ für Menschen mit Behinderungen und die sozialrechtliche Absicherung von Ordensangehörigen.
Am 27. September 1977 wurden dem Verein RAT und HILFE 2½ Häuser in der Arbeitergasse durch den „Maria Elisabeth-Verein für freiwillige Armenpflege“ geschenkt, worin ein Heim für schwangere Frauen und Mütter mit ihren Kindern in Not errichtet wurde.
Gemeinsam mit dem Verein „Rettet das Leben – Aktion Leben“ mietete der Verein RAT und HILFE im Oktober 1979 das Dachgeschoß des Pfarrhauses Neumargareten in der Flurschützstraße und richtete ein weiteres Mutter-Kind-Haus ein.
1981 konnte der fehlende Anteil am Haus Arbeitergasse 26 dazugekauft werden. Der Betrieb des Mutter-Kind-Heims wurde aus Mitteln der Aktion „Bruder in Not“ der Katholischen Männerbewegung (KMB) der Erzdiözese Wien gefördert.
1983 wurde die Näh- und Webstube im Mutter-Kind-Heim Arbeitergasse und 1985 die Familienberatungsstelle am Stephansplatz eingerichtet.
Zwischen 1993 und 1995 wurden die Häuser Arbeitergasse 24–28 generalsaniert und das Dachgeschoß ausgebaut. Das Vorhaben wurde aus öffentlichen Mitteln der Wohnbauförderung des Landes und aus Kirchenbeitragsmitteln der Erzdiözese Wien gefördert und finanziert. Nach Beendigung der Arbeiten im Herbst 1995 nahm das Mutter-Kind-Heim Arbeitergasse 24–26 seinen Vollbetrieb auf.
1993 übersiedelte die Beratungsstelle des Diözesanen Hilfsfonds für Schwangere in Notsituationen vom Stephansplatz in die Arbeitergasse 28.
Seit 2001 besteht auch die Möglichkeit der psychotherapeutischen Betreuung für Kinder.
Anfang 2003 wurde der Vereinssitz in die Arbeitergasse 28/2 verlegt und gleichzeitig das Sekretariat und die Familienberatungsstelle an diese Adresse übersiedelt. Im gleichen Jahr wurde das seit Jänner 2002 bestehende Jobcircle-Angebot modifiziert. Bewohnerinnen der Mutter-Kind-Heime des Vereins wurden mittels Beratung, Jobcoaching, Supervision, Bewerbungs- und Deutschtrainings gezielt dabei unterstützt, selbständig Arbeit zu suchen und diese auch zu behalten.
Im März 2004 wurde die bisherige stundenweise Kinderbetreuung zeitlich aufgestockt und eine adäquate Betreuung der Kindergruppen durch einen Sozialpädagogen angeboten.
Seit 2009 gibt es sogenannte Startwohnungen für Frauen aus der Betreuung der diversen Mutter-Kind-Häuser, die keine engmaschige Betreuung mehr brauchen, aber noch nicht alle Voraussetzungen für die Beantragung einer Gemeindewohnung erfüllen und keine andere Wohnmöglichkeit haben.
Im Jahr 2010 wurde die St. Elisabeth-Stiftung der Erzdiözese Wien mittels Integration des Vereins RAT und HILFE und des Diözesanen Hilfsfonds gegründet.
2017 wurde das Wohnprojekt Elisabeth und 2019 das Wohnprojekt Collegialität gestartet. Beide Projekte richten sich an alleinerziehende Frauen, die keinen Anspruch auf geförderten Wohnplatz haben.
Ende 2020 wurde das Mutter-Kind-Haus in der Leopold-Böhm-Straße eröffnet.
2021 wurde das Social Business Mamas Werkstatt ins Leben gerufen.
2022 ist das Mutter-Kind-Haus Collegialität aus den Wohnprojekten Elisabeth & Collegialität entstanden.